# 20 Granite Creek
20 Granite Creek är ett musikalbum av Moby Grape lanserat 1971 av skivbolaget Reprise Records. Det var gruppens femte studioalbum och det enda de gjorde för bolaget Reprise. Albumet markerade en återförening av den upplaga av Moby Grape som spelade 1967-1969 då både Skip Spence och Bob Mosley åter ingick i gruppen. Albumet producerades av David Rubinson som även producerat gruppens tre första album. 20 Granite Creek blev trots försiktigt positiva recensioner från musikkritiker, bland annat i Rolling Stone, ingen större framgång och stannade på plats 177 på Billboard 200-listan.

## Låtlista
Sida 1
1. "Gypsy Wedding" (Bob Mosley) – 2:30
2. "I'm the Kind of Man That Baby You Can Trust" (Jerry Miller) – 2:38
3. "About Time" (Don Stevenson) – 2:52
4. "Goin' Down to Texas" (Peter Lewis) – 2:00
5. "Road to the Sun" (Mosley) – 2:48
6. "Apocalypse" (Lewis) – 2:11

Sida 2
1. "Chinese Song" (Skip Spence) – 5:42
2. "Roundhouse Blues" (Miller) – 2:45
3. "Ode to the Man at the End of the Bar" (Mosley) – 3:43
4. "Wild Oats Moan" (Miller, Stevenson) – 3:12
5. "Horse Out in the Rain" (Lewis) – 2:20

## Medverkande
Musiker (Moby Grape-medlemmar)
- Peter Lewis – rytmgitarr, sång
- Jerry Miller – sologitarr, sång
- Bob Mosley – basgitarr, sång
- Skip Spence – rytmgitarr, koto, sång
- Don Stevenson – trummor, sång

Bidragande musiker
- Jeffrey Cohen – basgitarr
- Andy Narell – steel drums
- David Rubinson – elektrisk piano, congas
- Gordon Stevens – elektrisk viola, dobro, mandolin

Produktion
- David Rubinson – producent
- Moby Grape – producent
- Ed Bannon – ljudtekniker
- Jerry Zatkin – ljudtekniker
- Steve Guy – mastering
- Ed Thrasher – omslagsdesign
- Dave Bhang – omslagsdesign